# バーナード・スピルズベリー
バーナード・ヘンリー・スピルズベリー（英: Sir Bernard Henry Spilsbury Kt、1877年5月16日 - 1947年12月17日）はイギリスの病理学者・法医学者である。彼が手掛けた事件・症例には、ホーリー・ハーヴェイ・クリッペン、フレデリック・セドン事件、アームストロング少佐による毒殺事件、ジョージ・ジョゼフ・スミスによる「浴槽の花嫁」連続殺人事件 (the "Brides in the Bath") 、クランブル殺人事件、ポドモア事件、シドニー・ハリー・フォックスの母親殺し事件、ヴェラ・ペイジ殺人事件などがある。またルイ・ヴォワザン (Louis Voisin) 、ジャン＝ピエール・ヴァキエ、ノーマン・ソーン、ドナルド・メレット (Donald Merrett) 、アルフレッド・ラウズ、エルヴィラ・バーニー、トニー・マンシーニ、マーガレット・ロウ殺人事件など多くの殺人事件の審問にも携わった。法廷で見せるスピルズベリーの巧みな支配術でも有名になった。
また、第二次世界大戦中にはイギリス軍によるミンスミート作戦に協力し、ナチス・ドイツに偽の侵攻地を信じ込ませるこの作戦を成功に導いた。戦後の1947年に自殺した。

## 私生活
スピルズベリーは1877年5月16日にウォリックシャー、ロイヤル・レミントン・スパのバス・ストリート35番地 (35 Bath Street) で出生した。父ジェイムズ・スピルズベリー (James Spilsbury) は製造化学者で、妻マリオン・エリザベス・ジョイ (Marion Elizabeth Joy) との間に生まれた4きょうだいの長子であった。1908年9月3日にはイーディス・キャロライン・ホートン (Edith Caroline Horton) と結婚した。夫妻の間には娘イヴリン (Evelyn) 、そして3人の息子アラン (Alan) 、ピーター (Peter) 、リチャード (Richard) が産まれた。ピーターはランベスの聖トマス病院でジュニア・ドクター（日本の研修医に相当）として働いていたが、1940年のザ・ブリッツ（ロンドン大空襲）で亡くなった。またアランも第二次世界大戦終戦直後の1945年に結核のため亡くなった。ふたりの息子の死（特に医師になっていたピーターの死）はスピルズベリーの人生に暗い影を落とし、悲しみが癒えることはなかった。スピルズベリーは1947年にユニヴァーシティ・カレッジ・ロンドン構内にあった自らの研修室でガス自殺したが、金銭難と鬱状態がその原因だったと考えられている。

## 研究業績
モードリン・カレッジ (オックスフォード大学)に学び、1899年に自然科学の学士号を取得した後、1905年には学士（医学）、1908年には修士号 (Master of Arts) を取得した。1899年からはロンドン・パディントンにあるセント・メアリー病院で働き、当時新進気鋭の分野だった法医学を専攻することにした。
1905年10月、ロンドン・カウンティ・カウンシルが域内の総合病院全てに、突然死の剖検用に有資格の病理学者を置くよう求めたことから、スピルズベリーはセント・メアリー病院の病理学者見習いとして勤めることになった。これ以来、彼はベントレー・パーチェスをはじめとした検視官と親しく働くようになった。

### 携わった案件

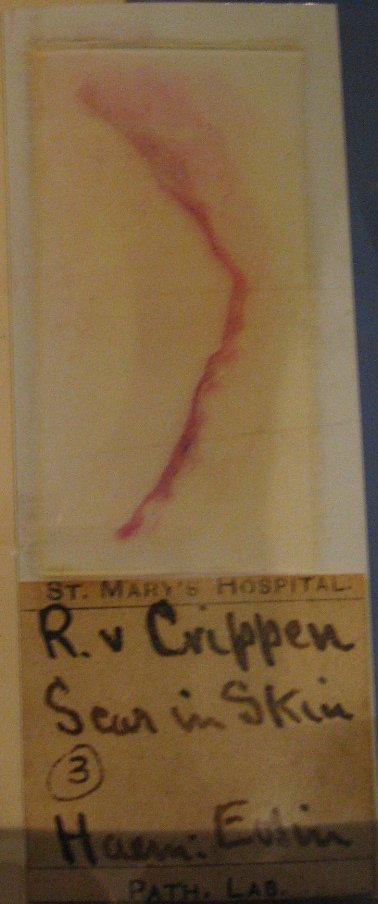
コーラ・クリッペンのものとされた皮膚組織。クリッペン事件の審問で証拠として提出された

スピルズベリーの名が広く知られることになったのは、1910年のホーリー・ハーヴェイ・クリッペン事件で、彼はクリッペン邸から見つかった遺体の鑑定を行った。スピルズベリーは遺体の皮膚にあった瘢痕から、クリッペン夫人が被害者であると断定した。また、妻をヒ素で毒殺した事務弁護士・ハーバート・ラウズ・アームストロング少佐の事件でも証拠を提出した。
1915年に起きた「浴槽の花嫁」連続殺人事件 (the "Brides in the Bath") では英国一の法医学者としてスピルズベリーの名が轟くことになった。3人の女性が浴槽内で不審死を遂げたが、どの例も事故のように見せかけられていた。ジョージ・ジョゼフ・スミスが、このうちのひとりベッシー・マンデイ (Bessie Munday) の殺害容疑で審問に掛けられることになった。スピルズベリーは、マンデイの大腿には鳥肌が経っており、死亡した時に棒状の石鹸を握りしめていたことから、暴行の末に死亡したことは明らかだと証明した。
またブライトン・トランク詰め殺人事件の鑑定にも携わった。2件目の殺人事件の犯人として捉えられたトニー・マンシーニは無罪となったが、何年も経って死の間際に自分の犯行だったと自白し、スピルズベリーの出した証拠が本物だったと証明されることになった。
スピルズベリーはわずかな証拠から鑑定することにも長けており、その一例となるのがアルフレッド・ラウズの一件 (the "Blazing Car Murder") である。この事件は1930年にノーサンプトン近くの焼け焦げた乗用車の中から、ほぼ原形を留めていない遺体が見つかったものである。被害者が誰だったのかは証明されなかったが、スピルズベリーは状況証拠から男の死因を導き出し、ラウズへの有罪判決へ繋がった。
キャリアの中で、スピルズベリーは殺人事件の被害者だけでなく、処刑された犯罪者たちの解剖も数多く手掛けた。彼はイングランドおよびウェールズの内務省おかかえ病理学者だったが、これとは無関係のスコットランドでは弁護側の証人として法廷に立った。1927年に母親殺しの罪で審問に掛けられたドナルド・メレット (Donald Merrett)事件では、メレットの弁護側証人として法廷に立ち、証拠不十分との判決をもぎ取った。第二次世界大戦中にはイギリス軍によるミンスミート作戦に協力し、ナチス・ドイツを欺くため、遺体を一兵士に仕立て上げることに協力した。
スピルズベリーは1923年に叙爵された。また内務省認定の病理学者であり、ユニヴァーシティ・カレッジ・ロンドン、ロンドン・スクール・オブ・メディスン・フォー・ウィメンならびに聖トマス病院では法医学の講師として教鞭を執った。王立医学協会のフェローでもあった。

### 後年の評価
後年、スピルズベリーの独善的な態度や自身の無謬性に対する揺るぎなき自信は批判に晒されることになった。判事たちは法廷で百戦百勝の様子に懸念を示すようになっていたほか、近年の研究では彼のこうと決めたら曲げない態度が法廷での誤審に繋がっていたのではないかと示唆されている。
2008年7月17日、スピルズベリーが調査した死亡事件の記録を含むファイルがサザビーズで競りに掛けられ、ロンドンのウェルカム・ライブラリーが競り落とした。ファイルの情報カードには1905年から1932年までにカウンティ・オブ・ロンドンとホーム・カウンティで起きた死亡症例が記録されている。キャビネットから見つかった手書きのカードからは、スピルズベリーが法医学の教科書を作るために書き溜めたものであることが推察されるが、実際に教科書を書き始めていたという証拠はどこからも見つかっていない。

## レガシー
スピルズベリーはスコットランド・ヤードの職員たちと協力し、プラスチック手袋、ピンセット、証拠入れなどを詰めたマーダー・バッグの開発に携わったが、現在でも殺人事件疑い現場に臨場する刑事たちがこれを携行している。
スピルズベリーはかつて北ロンドンのマールバラ・ヒル (Marlborough Hill) に住んでおり、この場所にはイングリッシュ・ヘリテッジのブルー・プラークが掲げられている。出生地であるレミントン・スパ、バス・ストリート35番地は、元々彼の父が経営する薬局であった。

### メディア
セヴァード・ヘッズの曲「デッド・アイズ・オープンド」'Dead Eyes Opened' では、エドガー・ラストガーテンによる「個性的な経験をした偉大な病理学者」("a great pathologist with unique experience") というナレーションが入り、スピルズベリーに言及されている。この曲では、恋人エミリー・ベイルビー・ケイ (Emily Beilby Kaye) 殺害の罪に問われたパトリック・ハーバート・マホーン (Patrick Herbert Mahon) の審理を、エドガー・ウォーレスが脚色した脚本を使用している。
ミンスミート作戦を題材にした1956年の映画『ザ・マン・フー・ネヴァー・ワズ』（原題）では、アンドレ・モレルがスピルズベリーを演じた。またBBCの科学ドキュメンタリーシリーズ『ホライゾン』では、1970年のエピソード The Expert Witness でスピルズベリーの業績批評が取り上げられた。1976年にテムズ・テレビジョンが制作したシリーズ『キラーズ』（Killers、原題）では、3話にわたってデレク・ワーリングがスピルズベリーを演じた。1980年から1981年にかけてグラナダTVが制作したシリーズ『レディ・キラーズ』（"Lady Killers"、原題）では、アンドルー・ジョンズ (Andrew Johns) がスピルズベリーに扮した。
1986年にP・D・ジェイムズが発表したミステリー小説『死の味』"A Taste for Death" では、法医学者がスピルズベリーの名前に言及するシーンがある。アームストロング少佐による毒殺事件を題材にした1994年のミニシリーズ『ダンデリオン・デッド』（原題）ではニコラス・セルビーがスピルズベリーを演じた。
2008年6月12日、BBC Radio 4の「アフタヌーン・ドラマ」枠で、ニコラ・マコーリフ脚本の "The Incomparable Witness" が放送された。この作品は「近代法医学の父」スピルズベリーがクリッペン事件に関わる様子を、スピルズベリーの妻イーディスの視点から描いたものである。サーシャ・イェフツシェンコ (Sasha Yevtushenko) が監督し、ティモシー・ワトソンがスピルズベリー、ジョアンナ・デヴィッドがイーディス（幼少期をハニーサックル・ウィークス）、首席裁判官をジョン・ロウが演じた（ロウは1984年にBBCスコットランドのテレビシリーズ "Murder Not Proven?" でスピルズベリー役を演じていた）。
2019年、BBC Oneのシリーズ『マーダー、ミステリー・アンド・マイ・ファミリー』（原題）にて、1922年にギャロウストリー・コモンで起きたサラ・ブレイク（Sarah Blake、1877年 – 1922年）殺人事件が取り上げられ、当時15歳だったジャック・ヒューイット（Jack Hewitt、1907年 – 1972年）への有罪判決は冤罪だったが、その影には推定された凶器に関してスピルズベリーが陪審員にミスリーディングな証拠を見せていたことがあったのではないかとまとめている。

## 死後の評価
スピルズベリーの生前、少なくとも1925年にノーマン・ソーンへ殺人の有罪判決が下されたことから、スピルズベリーが法廷で見せる支配力と彼の方法論に関する不安があちこちから聞かれていた。有力誌「ロー・ジャーナル」では判決に対して「深い不安感」("profound disquiet") を示しており、「サー・バーナード・スピルズベリーが急速に陪審員たちに見せているのはさながら教皇不可謬説といったところである」('the more than Papal infallibility with which Sir Bernard Spilsbury is rapidly being invested by juries.') とまで評されている。
近年ではスピルズベリーの業績が再評価され、彼が客観性を持って評価ができていたのか疑問視されている。法医学者のシドニー・スミスはスピルズベリーを評して、「大変素晴らしく大変有名だが、誤りを犯しがちで……大変、大変頑固である」('very brilliant and very famous, but fallible...and very, very obstinate.') と評している。キース・シンプソンは、「彼が確実な証拠だと言えば、疑いなく審理では有罪判決となり、充分無罪となる見込みがあっても覆らないのだろう」('whose positive evidence had doubtless led to conviction at trials that might have ended with sufficient doubt for acquittal.') と述べている。2010年にはバーニーとペンバートンがブリティッシュ・メディカル・ジャーナルに載せた特集文で、スピルズベリーが遺体安置所や法廷で見せた「名人芸」ぶり ("virtuosity") が、「近代的かつ客観的学問としての法医学の基礎を揺るがすおそれがあった」("threatened to undermine the foundations of forensic pathology as a modern and objective specialism.") と評している。また、ひとりで働くことにこだわり、後進の育成を拒み、学術的研究や査読を拒み続けたその態度は批判に晒されている。